# ノーマン・レイノルズ
ノーマン・レイノルズ（Norman Reynolds, 1934年3月26日 - 2023年4月6日）は、イギリスのプロダクションデザイナー、映画監督である。『スター・ウォーズ』旧三部作や『レイダース/失われたアーク《聖櫃》』などをデザインしてる。
テレビシリーズでは『世にも不思議なアメージング・ストーリー』のエピソードを監督した。また『生きてこそ』と『エクソシスト3』では第2班監督を務めた。

## 主なフィルモグラフィ

### 美術監督
- 星の王子さま The Little Prince (1974)
- The Old Curiosity Shop (1975)
- ラッキー・レディ Lucky Lady (1975)
- The Incredible Sarah (1976)
- スター・ウォーズ Star Wars (1977)
- スーパーマン Superman (1978)
- スーパーマンII Superman II (1980)

### プロダクションデザイナー
- スター・ウォーズ/帝国の逆襲 The Empire Strikes Back (1980)
- レイダース/失われたアーク《聖櫃》 Raiders of the Lost Ark (1981)
- スター・ウォーズ/ジェダイの復讐 Return of the Jedi (1983)
- オズ Return to Oz (1985)
- ヤング・シャーロック/ピラミッドの謎 Young Sherlock Holmes (1985)
- 太陽の帝国 Empire of the Sun (1987)
- 愛と野望のナイル Mountains of the Moon (1990)
- わが心のボルチモア Avalon (1990)
- エイリアン3 Alien 3 (1992)
- 生きてこそ Alive  (1993)
- 探偵ボーグ/わたし、忘れてます。 Clean Slate (1994)
- ミッション:インポッシブル Mission: Impossible (1996)
- スフィア Sphere (1998)
- アンドリューNDR114 Bicentennial Man (1999)

## 受賞とノミネート
| 賞               | 年     | 部門   | 作品名                            | 結果       |
| ---------------- | ------ | ------ | --------------------------------- | ---------- |
| アカデミー賞     | 1976年 | 美術賞 | The Incredible Sarah              | ノミネート |
| アカデミー賞     | 1977年 | 美術賞 | スター・ウォーズ                  | 受賞       |
| アカデミー賞     | 1980年 | 美術賞 | スター・ウォーズ/帝国の逆襲       | ノミネート |
| アカデミー賞     | 1981年 | 美術賞 | レイダース/失われたアーク《聖櫃》 | 受賞       |
| アカデミー賞     | 1983年 | 美術賞 | スター・ウォーズ/ジェダイの復讐   | ノミネート |
| アカデミー賞     | 1987年 | 美術賞 | 太陽の帝国                        | ノミネート |
| 英国アカデミー賞 | 1980年 | 美術賞 | スター・ウォーズ/帝国の逆襲       | ノミネート |
| 英国アカデミー賞 | 1981年 | 美術賞 | レイダース/失われたアーク《聖櫃》 | 受賞       |
| 英国アカデミー賞 | 1983年 | 美術賞 | スター・ウォーズ/ジェダイの復讐   | ノミネート |
| 英国アカデミー賞 | 1988年 | 美術賞 | 太陽の帝国                        | ノミネート |

## 参考文
1. ↑  Norman Reynolds: Visualizing Victorian England", Starlog #104, February 1986, pp 29-31.
2. ↑  “Star Wars: Oscar-winning production designer Norman Reynolds dies”. BBC. (2023年4月6日) 2023年4月8日閲覧。
3. ↑  “The 60th Academy Awards (1988) Nominees and Winners”. oscars.org. 2011年7月31日閲覧。